# Deliver Us Mars
Deliver Us Mars é um jogo eletrônico de ação-aventura de 2023 desenvolvido pela KeokeN Interactive e publicado pela Frontier Foundry. É a sequência de Deliver Us the Moon.

## Jogabilidade
Os jogadores controlam uma astronauta chamada Kathy. Seu pai, Isaac, deixou a Terra anos atrás, após abandonar a missão de salvá-la de um desastre ecológico. Os jogadores aprendem sobre o relacionamento de Kathy com sua família enquanto ela viaja para Marte em busca de Isaac e de tecnologia que ainda pode ajudar a salvar a Terra. Sua exploração envolve resolver quebra-cabeças em primeira pessoa e plataformas em perspectiva de terceira pessoa.

## Desenvolvimento
KeokeN Interactive está sediada na Holanda. Frontier Foundry o lançou para Windows, PlayStation 4 e 5, e Xbox One e Series X/S em 2 de fevereiro de 2023.

## Recepção
Deliver Us Mars recebeu críticas mistas no Metacritic . A PC Gamer disse que seu orçamento limitado fez com que Deliver Us Mars ficasse aquém de seu potencial, mas eles o recomendaram aos fãs de jogos single-player com uma história forte. Embora não gostassem dos quebra-cabeças, Rock Paper Shotgun elogiou a história e os elementos do jogo de plataforma. Por outro lado, o IGN gostou dos quebra-cabeças, mas não gostou das plataformas, que eles chamaram de "uma tarefa árdua". Eles elogiaram a dublagem e a história, mas disseram que não poderiam salvar Deliver Us Mars de problemas de desempenho e gráficos ruins. Game Informer escreveu: "Uma narrativa envolvente alimenta uma jogabilidade que de outra forma parece funcional, mas mal cozida", comparando-a a Macbeth realizado por animatrônicos mal feitos. Push Square disse que tem "uma história de ficção científica fascinante" com ótima dublagem, mas criticou o pop-in do terreno, o baixo desempenho, os bugs de software e a plataforma, que consideraram tediosos.
Foi nomeado para melhor áudio no Dutch Game Awards 2023.